# Irina Risenson
Irina Risenson, in ebraico אירה ריסנזון‎? (Budapest, 14 gennaio 1988), è una ginnasta israeliana.

## Biografia
Nata in Ungheria all'età di 5 anni si trasferisce con la famiglia in Ucraina dove inizia la sua formazione come ginnasta. A 9 anni arriva in Israele dove continua ad allenarsi ad Holon.

## Carriera
Nel 2003 prende parte ai mondiali di Budapest dove nel concorso completo individuale si classifica al 22º posto; due anni dopo (2005) si qualifica per la finale del conconrso completo individuale ai mondiali di Baku arrivando tredicesima.
È il 2006 quando giunge 9º nella finale dell'All-Around ai campionati europei di Mosca.
Nel 2007 agli europei di Baku si aggiudica un posto nelle finali del cerchio e del nastro, a settembre ai mondiali di Patrasso con 49.725 guadagna la finale dove arriva al settimo posto. Disputerà, inoltre, le finali della fune, delle clavette e del nastro.
Il 2008 è l'anno delle Olimpiadi di Pechino, ma prima agli europei disputati a Torino guadagna l'ottava posizione nel concorso completo individuale; nel medesimo concorso, ai giochi olimpici, arriverà nona, ma guadagnerà il titolo di prima ginnasta israeliana ad aver raggiunto una finale olimpica.
Nel 2009 prende parte all'Universiade di Belgrado dove conquista l'argento con il cerchio alle spalle della russa Evgenija Kanaeva, agguanta le finali di tutti e quattro gli attrezzi (fune, nastro, cerchio, palla) sia agli europei di Baku che ai mondiali di Mie, dove è notabile il 6º posto nell'All-Around e il 5º con il nastro.
Con il nastro vincerà l'argento alla World Cup di Kiev.
Agli europei di Brema del 2010 raggiunge l'11º posto alla finale del concorso completo individuale; nona invece ai mondiali di Mosca oltre al 6º posto con la fune e il 5º con la palla.
Si è ritirata nel 2010.